# Namul

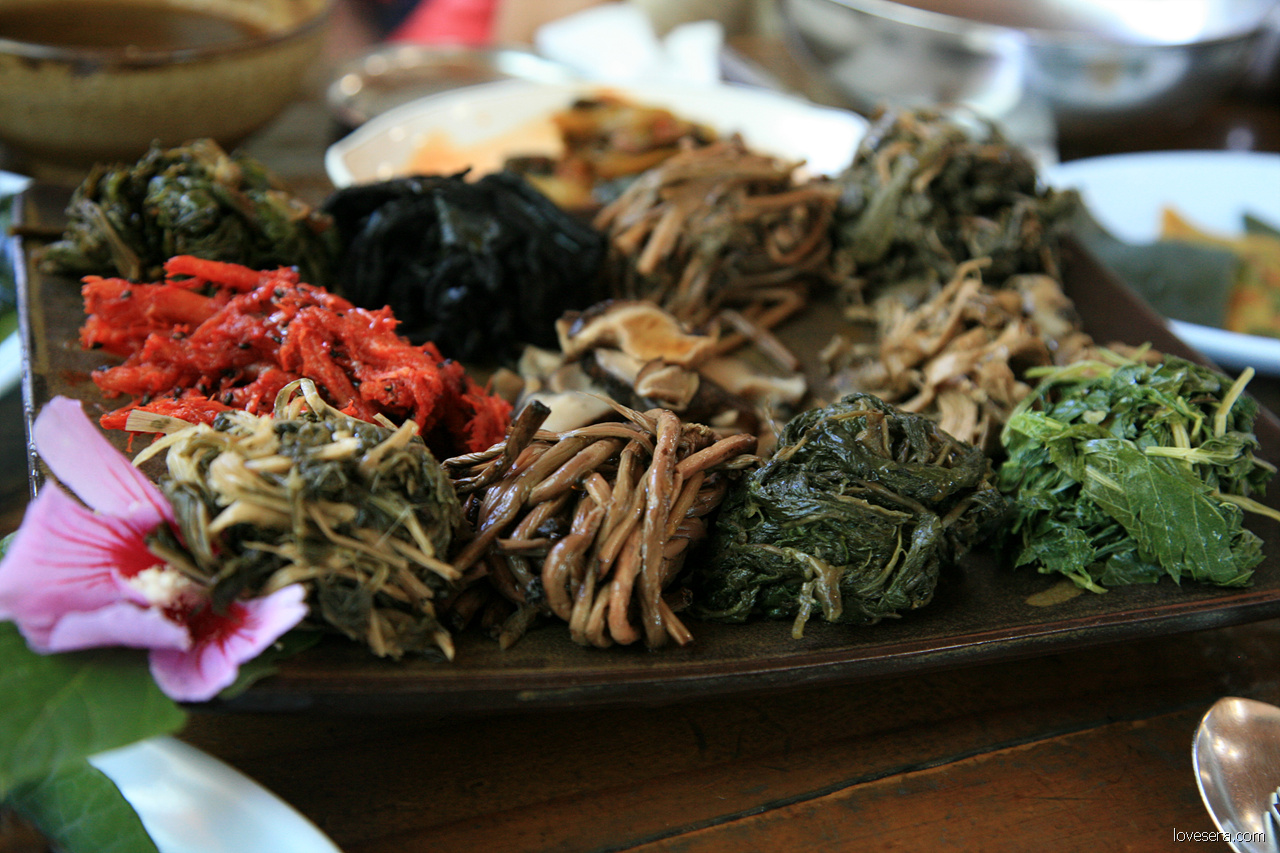
Verschiedene Sorten Namul

Namul (koreanisch 나물) sind traditionelle alltägliche Beilagen (Banchan) in der koreanischen Küche, die aus essbaren Kräutern, Gräsern oder Blättern bestehen. Auch Gemüse wird heute teilweise dazugezählt.

## Namensbedeutung
Das Wort „Namul“ hat im Koreanischen zwei Bedeutungen. In dem vom Nationalen Institut für Koreanische Sprache (국립국어원) in Seoul herausgegebenen Wörterbuch der koreanischen Sprache (표준국어대사전) wird „Namul“ als allgemeiner Begriff für Kräuter oder Blätter definiert, die von Menschen verzehrt werden können. Wie das Open Dictionary des gleichen Instituts ergänzend erklärt, ist „Namul“ auch ein Nahrungsmittel, das durch Würzen roher, gekochter oder gebratener essbarer Kräuter oder Blätter hergestellt wird.
Heutzutage geht die Definition von „Namul“ jedoch im Allgemeinen über Kräuter und Blätter hinaus. So gelten zum Beispiel auch Kartoffeln und Gemüsesorten, sofern sie in Streifen geschnitten und in der Pfanne gegart oder gedämpft wurden, ebenfalls als Namul.

## Geschichte
Der Beginn der Nutzung von Namul in Korea kann nicht exakt datiert werden. Der Verzehr von Artemisia und Knoblauch wird bereits in Il-yeons Samguk Yusa (1281) geschildert.
Essbare Blätter und Kräuter wurden in Korea ursprünglich genutzt, um den Hunger zu stillen, vor allem im Frühling, wenn die Vorräte an Kimchi und getrocknetem Gemüse zur Neige gingen und die nächste Ernte frühestens gegen Ende des Frühjahrs zu erwarten war. Im Sommer und Herbst wurden sie auch als Wintervorrat getrocknet. 1818 schrieb Jeong Yakyong in Mokminsimseo, dass Namul in Jahren mit schlechtem Ernteertrag als Ersatznahrungsmittel dienten. In der Enzyklopädie Imwongyeongjeji von 1835 sowie in einer Studie von 1983 über die Provinz Gangwon-do werden jeweils über hundert Sorten junger Blätter und Stängel wild wachsender Pflanzen beschrieben, die als Lebensmittel gegen Hunger genutzt wurden.

## Namul in der koreanischen Küche

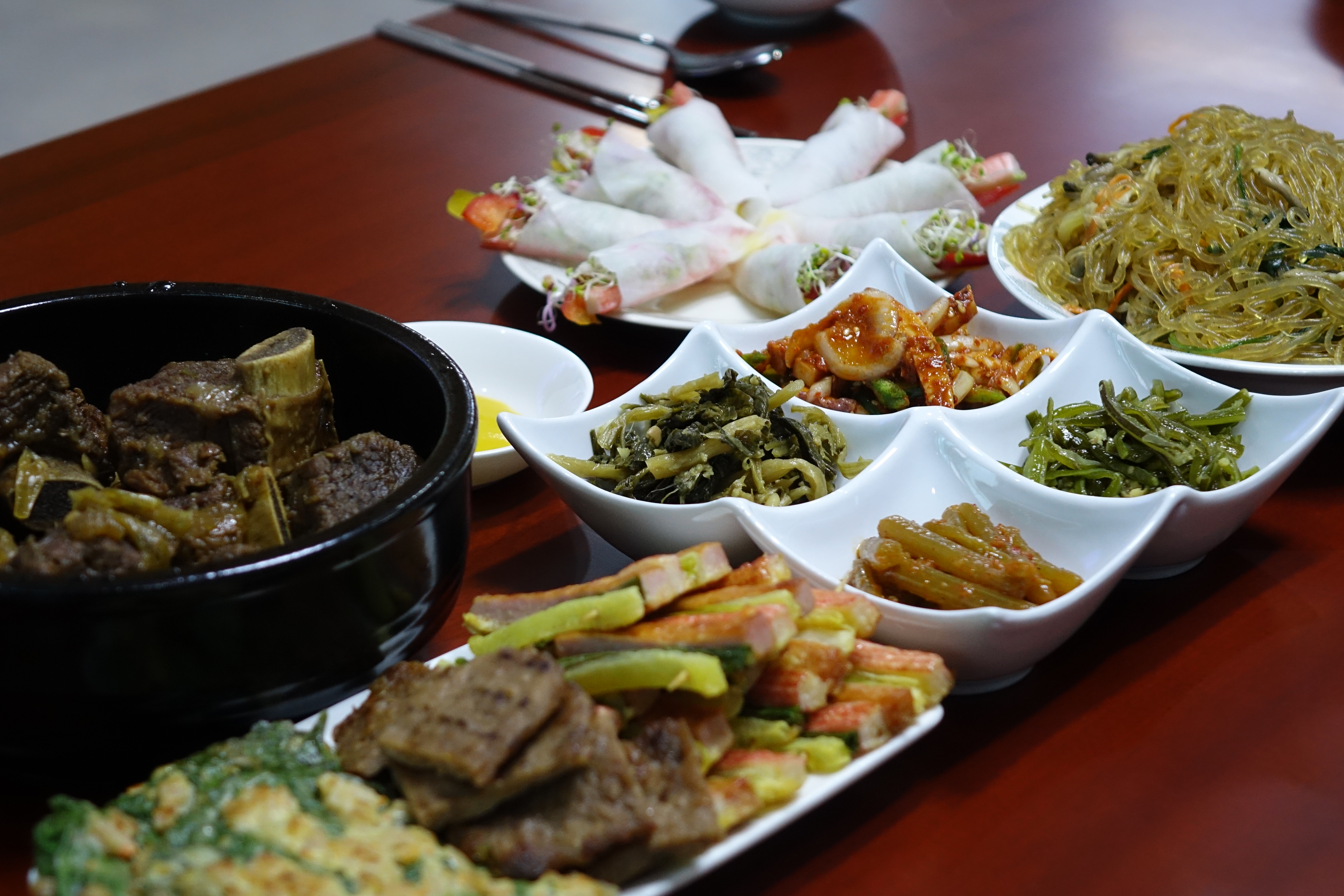
Typisches Arrangement mit Namul

Eine koreanische Mahlzeit besteht typischerweise aus Reis, Suppe, Kimchi, Namul und weiteren Beilagen (Banchan).
Die Namul-Beilagen zu den Gerichten variieren in Korea je nach Landstrich, Jahreszeit und ob Menschen in der Stadt leben oder auf dem Dorf ihr Zuhause haben. Für die Feststellung, welche Kräuter und Blätter essbar sind oder nicht, ist ein profundes Wissen erforderlich. Die meisten als Namul verwendeten Pflanzen werden im Frühjahr gepflückt oder geschnitten, da viele von ihnen nur als zarte Triebe genießbar sind; einige von ihnen sind gar ungenießbar bis giftig.
Wild in den Bergen oder Feldern wachsende Pflanzen, die für den Verzehr in Frage kommen, werden als San-Namul (산나물) bezeichnet, wobei „San“ für Berg steht. Von ihnen gibt es rund 300 verschiedene Arten in Südkorea, beispielsweise Wald-Geißbart, Solidago virgaurea subsp. asiatica und Scharfzähniger Strahlengriffel, dessen Schösslinge als Namul zubereitet werden. Anfang der 1970er ließen sich am Hangang innerhalb einer Stunde 35 verschiedene Arten essbarer Wildpflanzen sammeln. San-Namul werden oft zur Aufbewahrung getrocknet und vor dem Kochen rehydriert.
Zur Zubereitung von Namul werden Blätter (beispielsweise von Hirtentäschel oder Perilla), Stiele (beispielsweise von Adlerfarn, Süßkartoffeln oder Knoblauch), Wurzeln (beispielsweise von Ballonblume oder Codonopsis lanceolata, aber auch ganze junge Rettiche) und Sprossen (beispielsweise Mungbohnensprossen oder die Schösslinge von Bambus und Fatsia), aber auch Seetang (beispielsweise Hijiki oder Parae), Pilze (beispielsweise Enoki, Shiitake oder Austern-Seitling) und Früchte wie Aubergine und Gurke genutzt. Blüten und Blütenknospen wie Blumenkohl und Brokkoli werden traditionell weniger für Namul verwendet. Von in Korea einheimischen Pflanzen wie Aralia elata, Oenanthe javanica, Allium monanthum, Petasites japonicus und Cryptotaenia japonica werden vor allem junge Schösslinge und junge Blätter genutzt. Weitere Gemüse, die üblicherweise für Namul verwendet werden, sind Schnittknoblauch, koreanische Zucchini (eine Kulturvarietät des Moschus-Kürbisses), Mangold, Artemisia princeps, Spinat, Ligularia fischeri, Glebionis coronaria, Ixeris sonchifolia, Brauner Senf und getrocknetes Rettichgrün, aber auch Lotos- und Klettenwurzeln.
Je nach Zubereitungsart lassen sich Namul unterteilen in saengchae (rohes gewürztes Gemüse) und sukchae (gekochtes oder gebratenes gewürztes Gemüse). Letzteres kann auch aus jinchae (getrocknetem Gemüse) hergestellt werden, das in Wasser eingeweicht und anschließend gekocht und gebraten oder nur gebraten wird. Die grundlegenden Gewürze für Namul sind Doenjang (Sojabohnenpaste), Gochujang (Chilipaste) und Ganjang (Sojasauce). Dazu können Chilipulver, Sesam, Zucker, Frühlingszwiebeln, Knoblauch, Ingwer, Essig, Perillaöl und Sesamöl kommen. Für Sigeumchi-Namul beispielsweise wird Spinat üblicherweise sehr kurz blanchiert und mit Sojasauce, fein gehackten Frühlingszwiebeln und Knoblauch sowie Sesamöl und gemahlenen Sesamsamen gewürzt. Portulak wird als rohes Namul mit Gochujang und Essigsauce gewürzt.

Namul-Beispiele
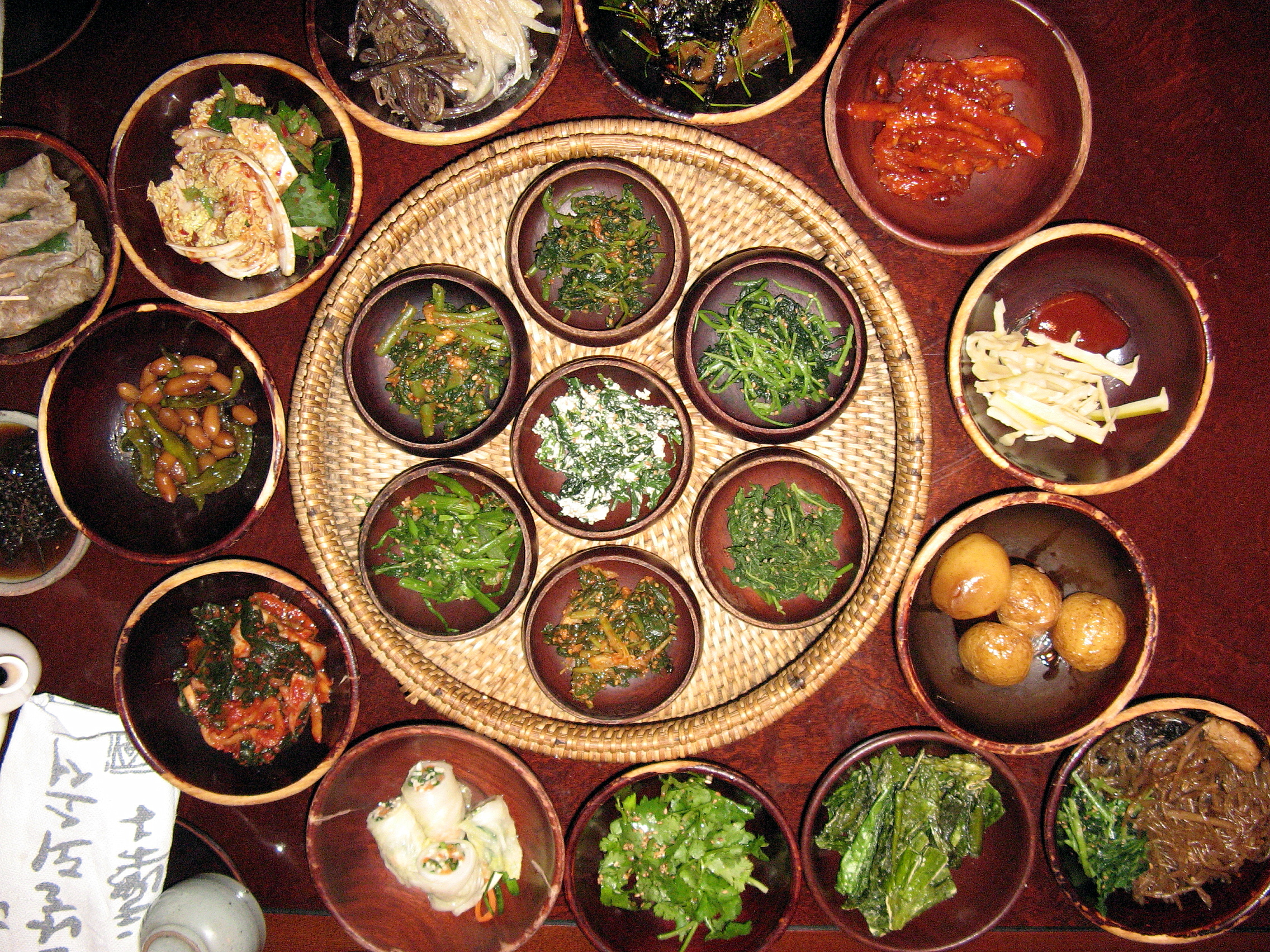
Zusammenstellung von Beilagen (darunter verschiedene Namul)
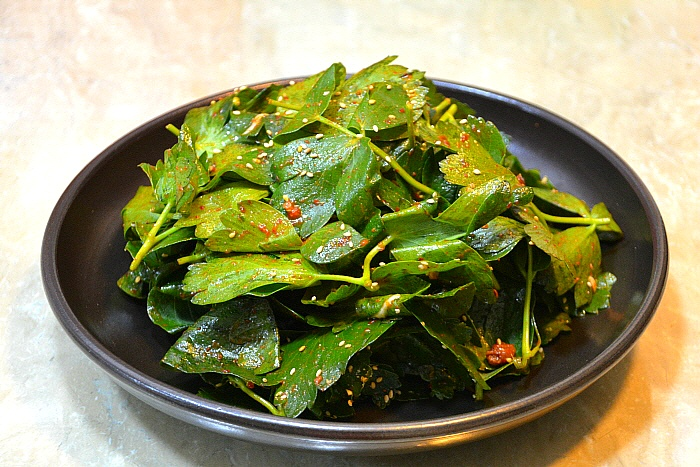
Bangpung-namul (방풍나물)
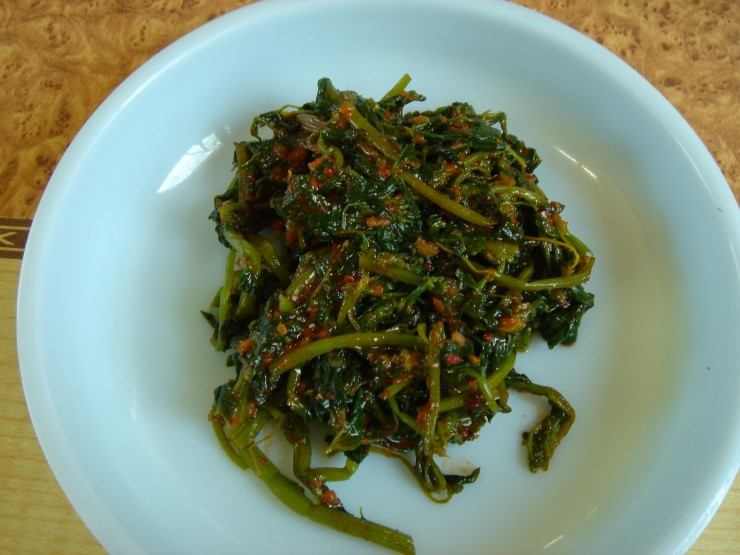
Bireum-namul (비름나물)
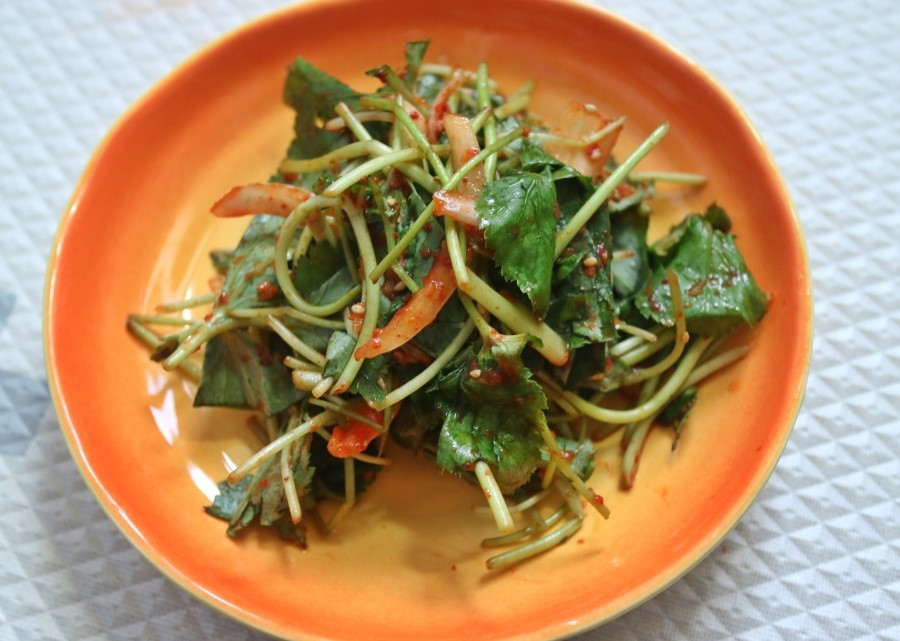
Cham-namul (참나물)
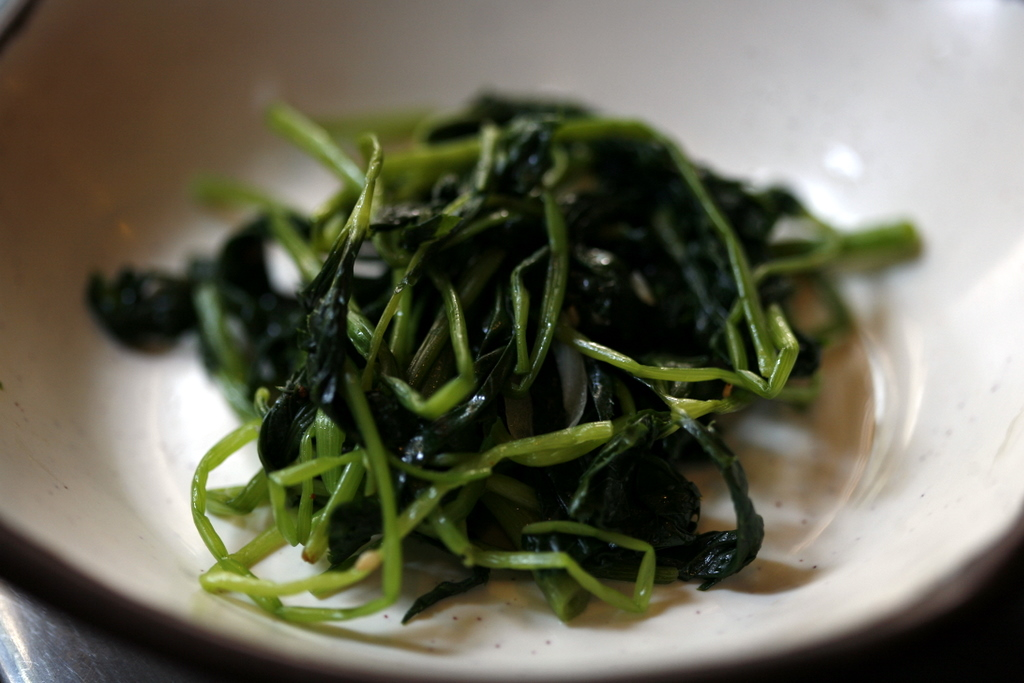
Chwi-namul (취나물)
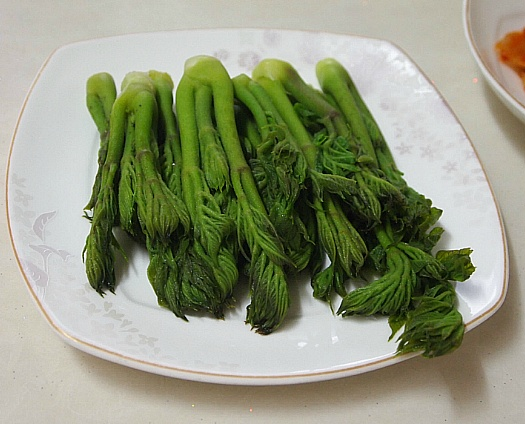
Dureup-namul (두릅나물)
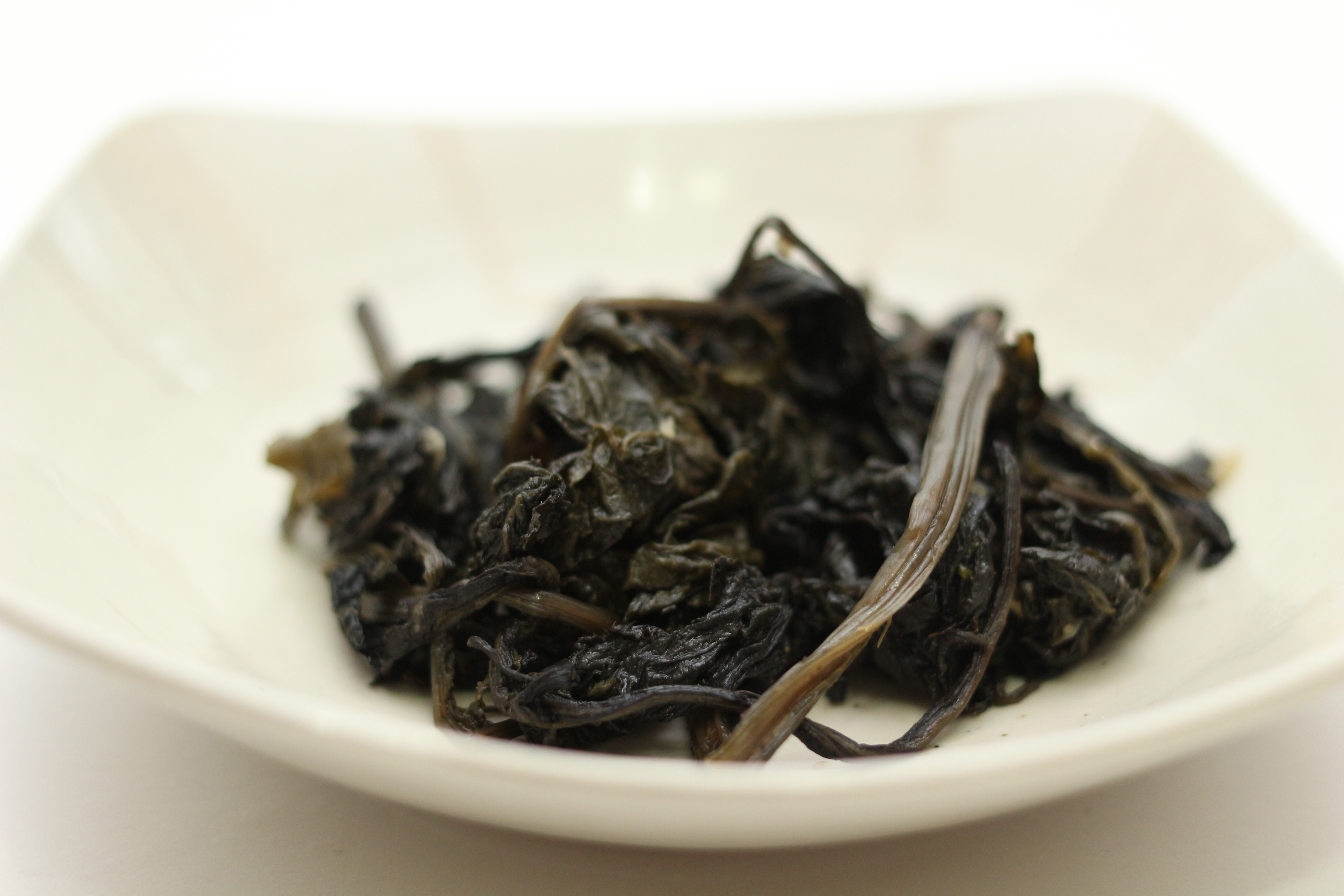
Gondre-namul (곤드레나물)
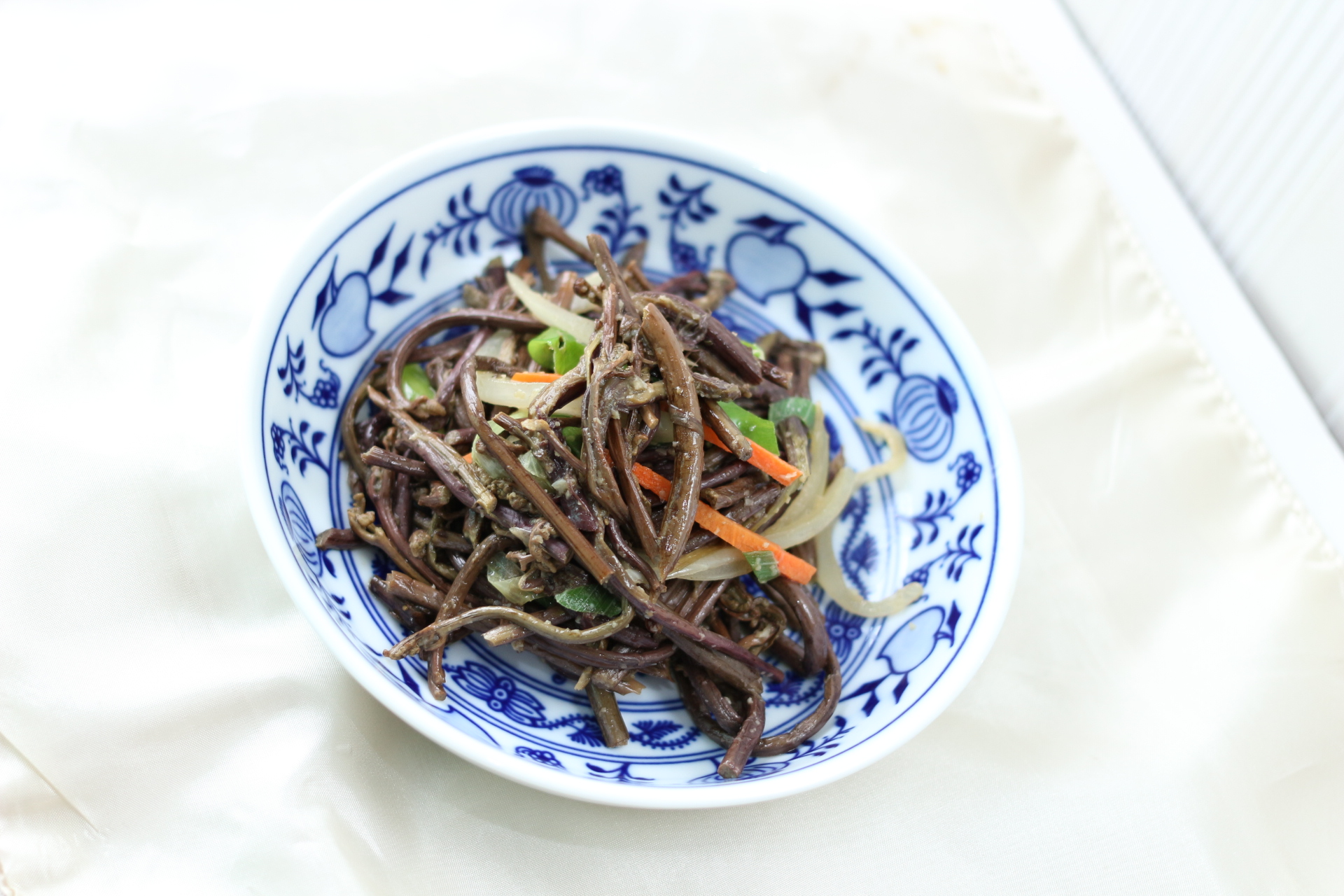
Gosari-namul (고사리나물)
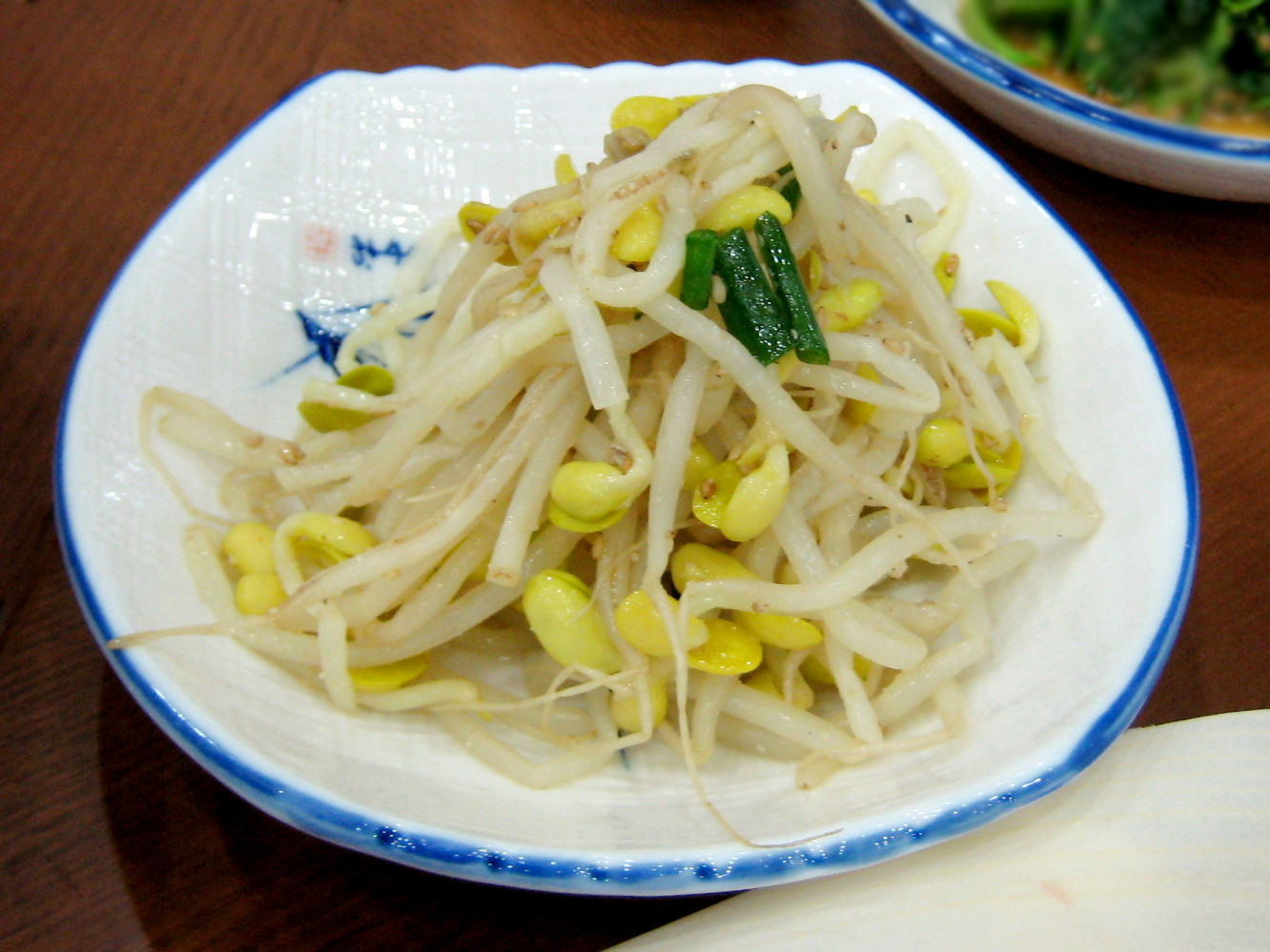
Kong-namul (콩나물)
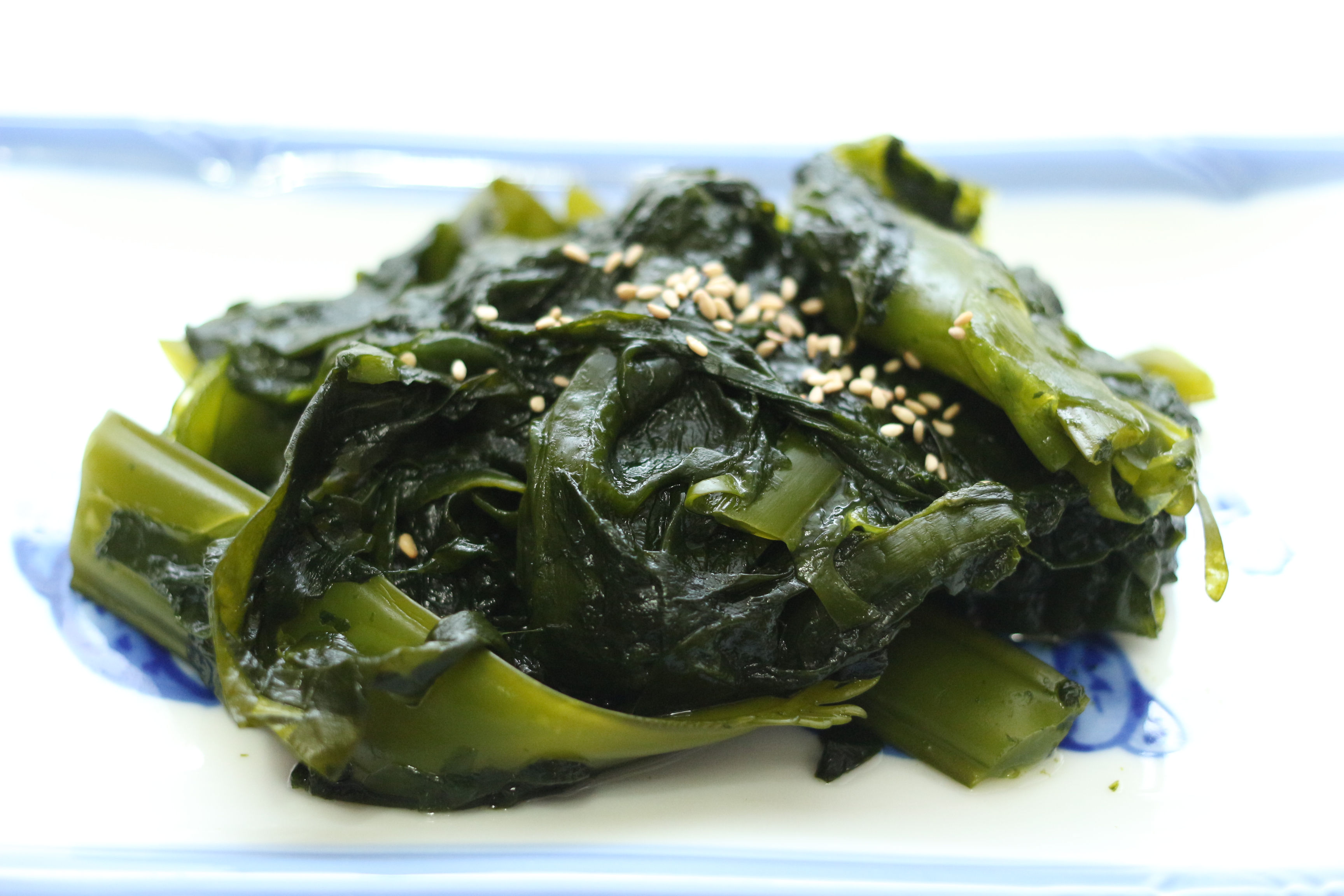
Miyeok-namul (미역나물)
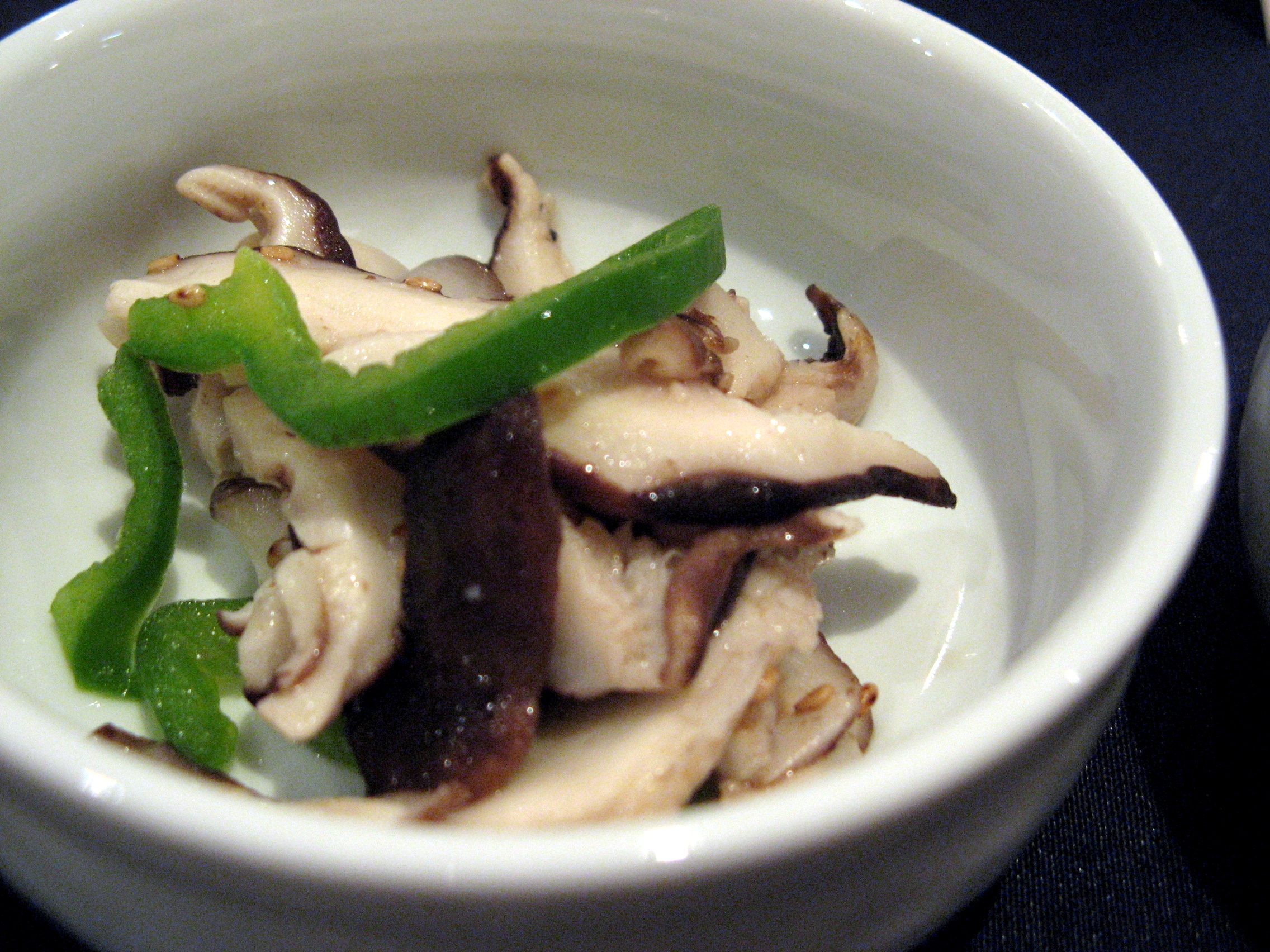
Pyogo-namul (표고나물)
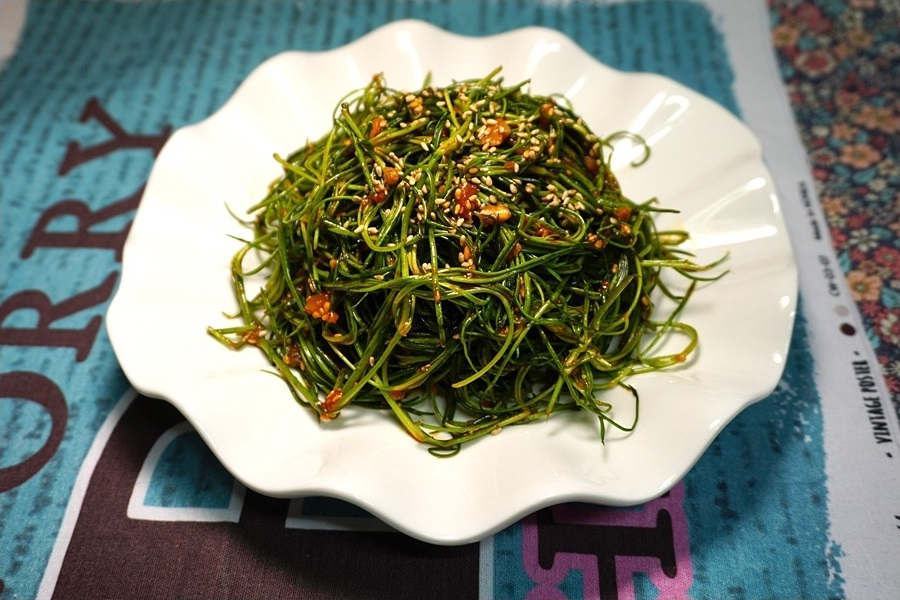
Sebal-namul (세발나물)
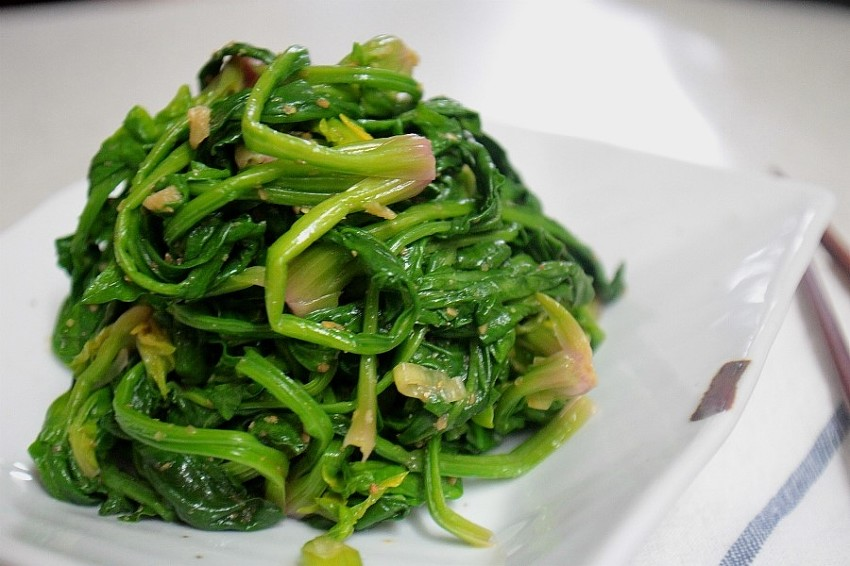
Sigeumchi-namul (시금치나물)
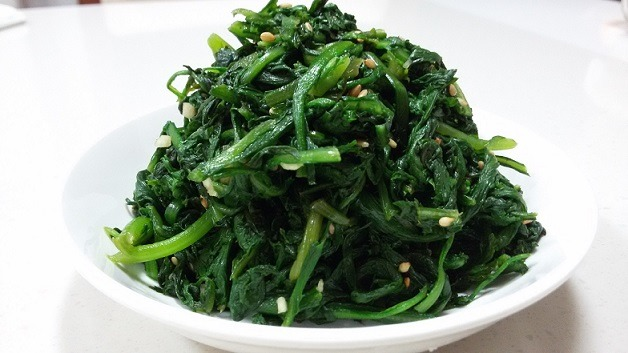
Ssukgat-namul (쑥갓나물)
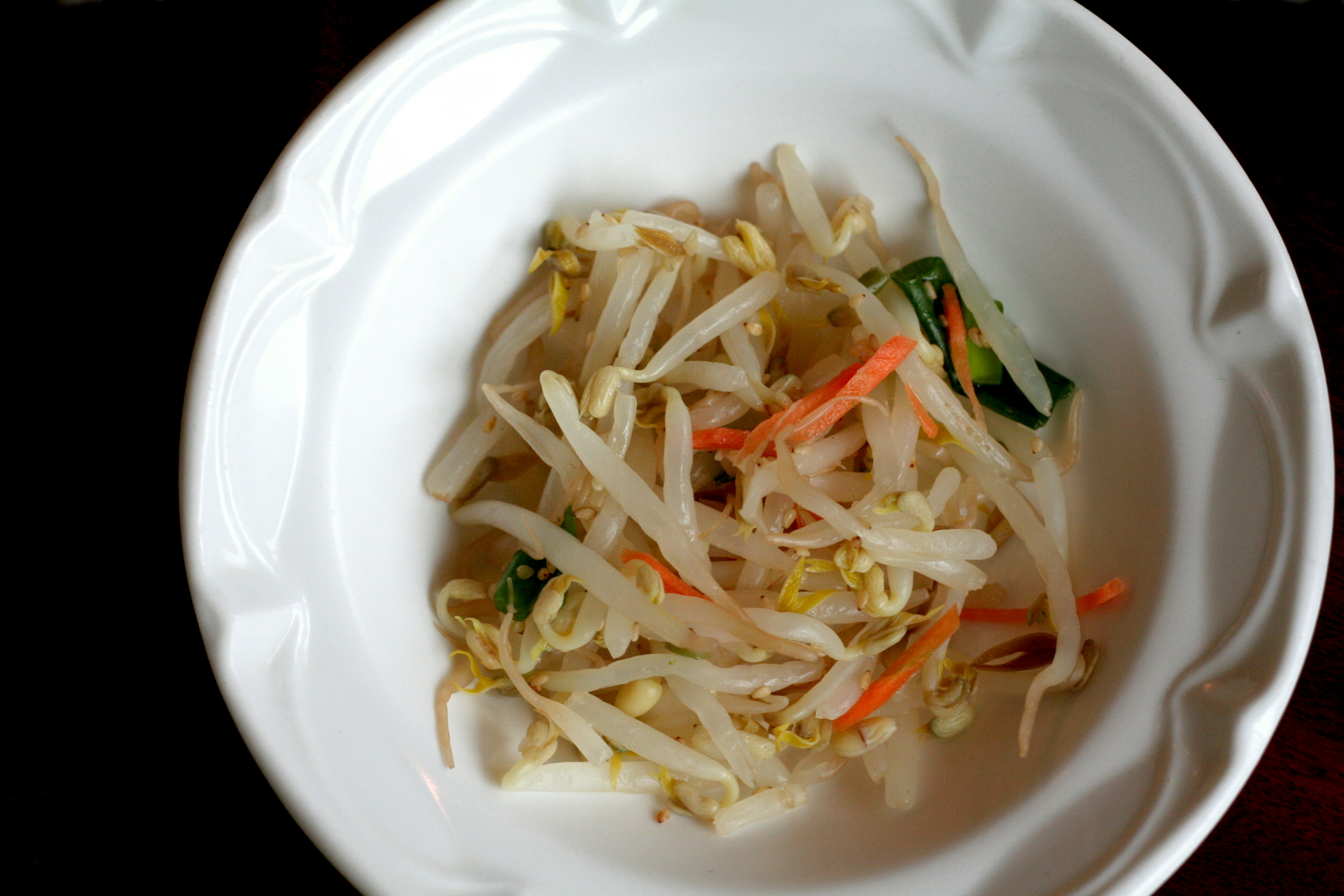
Sukju-namul (숙주나물)
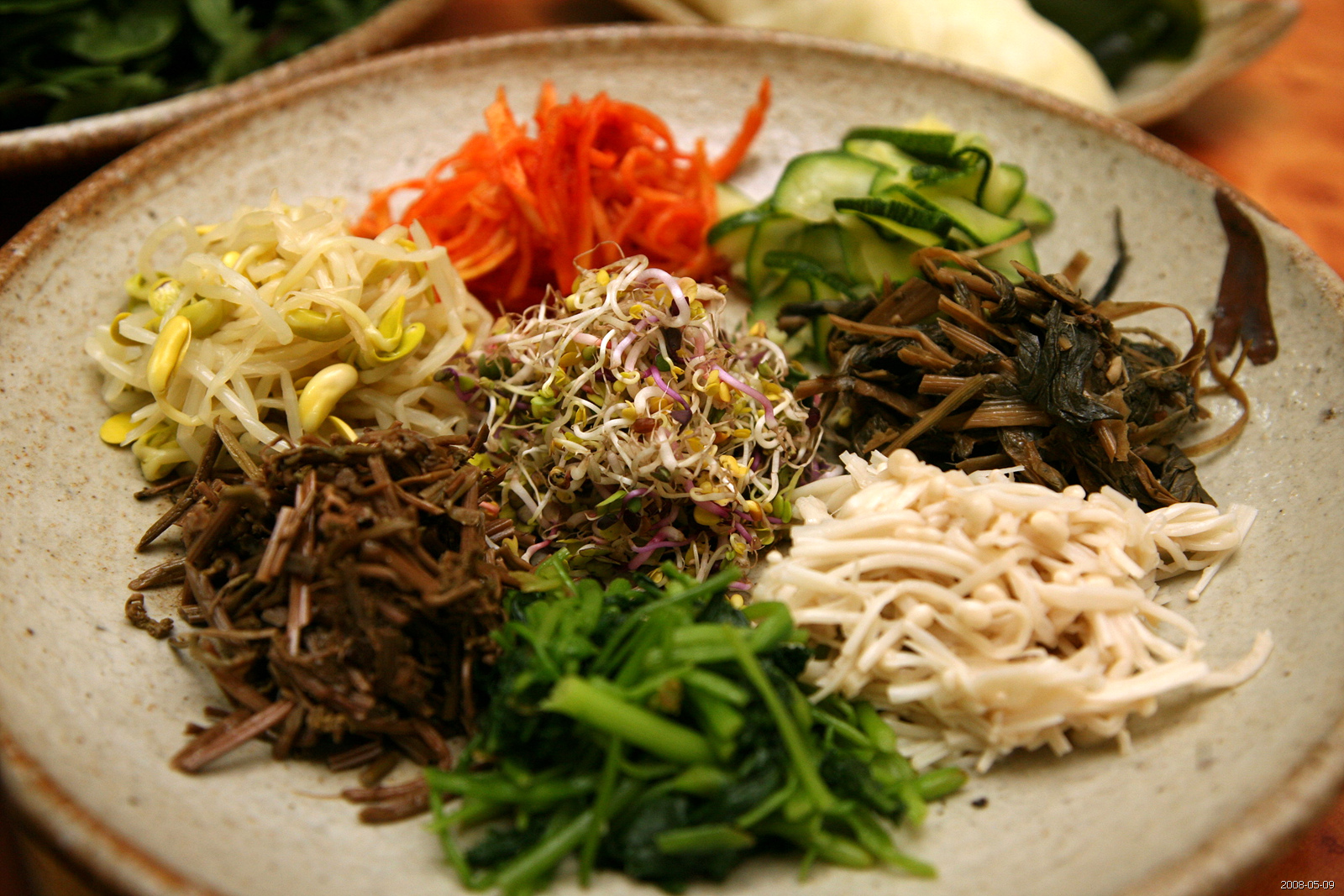
Verschiedene Namul für Bibimbap (비빔밥)

## Traditionen und kulturelle Bedeutung

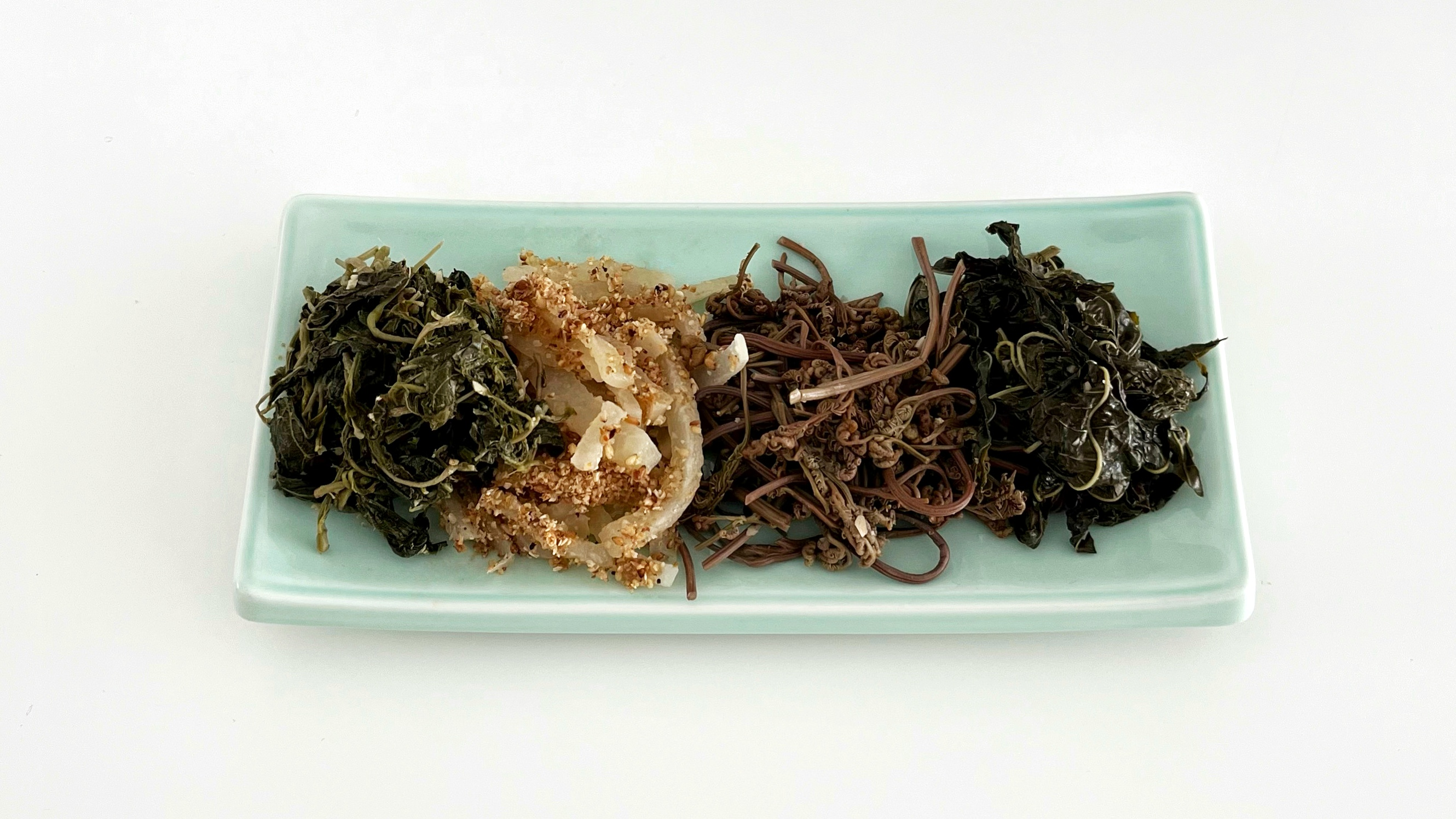
Vollmond-Namul (boreum namul)

Namul sind regulärer Bestandteil der meisten Mahlzeiten in Korea, aber auch unentbehrlich an wichtigen Feiertagen und zu konfuzianischen und buddhistischen Zeremonien. Dazu werden weiße, grüne und dunkelbraune Namul ästhetisch ansprechend zusammen auf einem Teller serviert; die weißen bestehen aus Mungbohnensprossen, gewürzten Ballonblumen und gewürztem Rettich, die grünen aus gewürztem Spinat und gewürzter Wasserpetersilie und die braunen normalerweise aus gewürztem Farnkraut oder gewürzter Aubergine.
Am 15. Tag im Mondkalender wird traditionellerweise Fünf-Korn-Reis mit Namul gegessen, die im Vorjahr getrocknet und zur Zubereitung eingeweicht und anschließend gekocht werden. Dabei werden üblicherweise bis zu neun Sorten Namul verwendet, darunter getrocknete Scheiben von jungen Kürbissen, Aubergine, Pilze, Farnkraut, Ballonblumen, Gurke, getrocknetes Rettichgrün, gewürzte Aster und Tarostiele. Diese werden als „Vollmond-Namul“ (koreanisch boreum namul) bezeichnet.
Zu Geburtstagsfeiern, besonders für jüngere Kinder, werden Namul aus ungeschnittenem Gemüse serviert, dessen lange Form für ein langes Leben stehen soll.
Namul symbolisieren Armut, aber auch ein friedliches Leben ohne Gier und eine glückliche Zeit mit der Familie sowie Ehrlichkeit und Selbstversorgung im Sinne der konfuzianischen Moral. Ihnen wurden auch Lieder gewidmet, beispielsweise die Ballade namul-taryeong.